# Giuse Vương Dũ Vinh
Giuse Vương Dũ Vinh (1931 – 2018; tiếng Trung:王愈榮; tiếng Anh:Joseph Wang Yu-jung) là một giám mục sinh tại Trung Quốc và thi hành các mục vụ tôn giáo tại Đài Loan. Ông từng đảm nhiệm các vị trí như Giám mục Phụ tá Tổng giáo phận Đài Bắc, Giám mục chính tòa Giáo phận Đài Trung và Tổng Thư kí Hội đồng Giám mục Trung Quốc [Đài Loan] trong suốt 12 năm từ 1979 đến 1991.

## Tiểu sử
Giám mục Giuse Vương Dũ Vinh sinh ngày 27 tháng 4 năm 1931, tại Thượng Hải, thuộc Trung Quốc. Sau quá trình tu học dài hạn tại các cơ sở chủng viện theo quy định của Giáo luật, ngày 21 tháng 12 năm 1955, Phó tế Vương, 24 tuổi, tiến đến việc được truyền chức linh mục. Tân linh mục là thành viên của linh mục đoàn Tổng giáo phận Đài Bắc, Đài Loan.
Sau 20 năm thực thi các trạch vụ trên quyền hạn của một linh mục, ngày 1 tháng 7 năm 1975, tin tức từ Tòa Thánh xác nhận quyết định từ Giáo hoàng, tuyển chọn linh mục Giuse Vương Dũ Vinh, 44 tuổi, gia nhập Giám mục đoàn Công giáo hoàn vũ, với vị trí được trao phó là Giám mục Phụ tá Tổng giáo phận Đài Bắc và danh hiệu Giám mục hiệu tòa Árd Sratha. Lễ tấn phong cho vị giám mục tân cử được tổ chức sau đó vào ngày 22 tháng 7 cùng năm, với phần nghi thức chính yếu được cử hành cách trọng thể bởi 3 giáo sĩ cấp cao. Chủ phong cho vị tân chức là Hồng y Agnelo Rossi, Tổng trưởng Thánh bộ Loan báo Phúc âm cho các Dân tộc. Hai vị còn lại, với vai trò phụ phong, gồm có Tổng giám mục Giuse Quách Nhã Thạch, Nguyên Tổng giám mục Đài Bắc và Tổng giám mục Stanislaô La Quang, Tổng giám mục Đài Bắc. Tân giám mục chọn cho mình châm ngôn: 愈顯主榮.
Sau hơn 10 năm trên cương vị Giám mục Phụ tá Đài Bắc, Tòa Thánh công bố quyết định thuyên chuyển đối với Giám mục Vương, cụ thể, điều chuyển Giám mục này làm Giám mục chính tòa Giáo phận Đài Trung. Quyết định trên được cho công bố vào ngày 25 tháng 6 năm 1986.
Sau hơn 20 năm làm Giám mục Đài Trung, giám mục Giuse Vương có đơn xin từ nhiệm vì lí do tuổi tác theo Giáo luật, và được Tòa Thánh chấp thuận vào ngày 25 tháng 6 năm 2007.
Ngoài các chức danh chính được Tòa Thánh bổ nhiệm, Giám mục Vương còn đảm nhận vai trò Tổng Thư kí Hội đồng Giám mục Trung Quốc (Đài Loan) từ ngày 19 tháng 4 năm 1979 đến ngày 18 tháng 4 năm 1991.
Ông từng là hiệu trưởng của Đại học Công giáo Phụ Nhân từ năm 2008 đến năm 2009.
Ngày 18 tháng 1 năm 2018, Giám mục Giuse Vương Dũ Vinh qua đời, thọ 87 tuổi.